# Mailman, Bring Me No More Blues
"Mailman, Bring Me No More Blues" is een nummer van de Amerikaanse muzikant Buddy Holly. Het nummer verscheen oorspronkelijk in 1957 als de B-kant van de single "Words of Love". Een jaar later stond het ook op zijn debuutalbum Buddy Holly.

## Achtergrond
"Mailman, Bring Me No More Blues" is geschreven door Ruth Roberts, Bill Katz en Stanley Clayton en geproduceerd door Norman Petty. Het werd op 8 april 1957 voor het eerst opgenomen door Buddy Holly. Op 20 juni werd het voor het eerst uitgebracht op de B-kant van zijn single "Words of Love", die geen hitlijsten behaalde.
"Mailman, Bring Me No More Blues" werd tussen 1960 en 1962 vaak live gespeeld door The Beatles. Op 29 januari 1969 namen zij het nummer tijdens de sessies die de film en het album Let It Be zouden opleveren. De band in 1964 al een cover van "Words of Love" uitgebracht op hun album Beatles for Sale. "Mailman, Bring Me No More Blues" verscheen wel in de film Let It Be, maar kwam niet op het album terecht. In 1984 werd het nummer geremixt voor het compilatiealbum Sessions, dat nooit verscheen. In 1996 kwam deze mix voor het eerst uit op het album Anthology 3.